# Charles Best (poeta)
Charles Best (ur. 1570, zm. 1627) – angielski poeta późnego renesansu. O jego biografii właściwie nic nie wiadomo. Był jednym z autorów uwzględnionych w antologii Francisa Davisona Poetical Rapsodie z 1608 roku. Pierwsze wydanie tego zbioru zawiera dwa utwory poety osiemnastowersowy wiersz zatytułowany A Sonnet of the Sun (Sonet o słońcu) i klasyczny A Sonnet of the Moon (Sonet o księżycu). Do wydania drugiego dorzucił jeszcze kilka drobnych utworów, w tym epitafia dla Henryka IV, króla Francji i królowej Elżbiety I Wielkiej. Znanym utworem Besta jest Of the Fall of Man in Adam (O upadku człowieka w Adamie).
Tłumaczenie wiersza A Sonnet of the Moon znalazło się w internetowej antologii poezji angielskiej.